# Liampó
Liampó ou Nimpó (Ningbo, chinês simplificado: 宁波; chinês tradicional: 寧波; Pīnyīn: Níngbō) é um porto com status administrativo. A cidade tem uma população de 2.201.000 e está localizado no nordeste da província de Chequião, na China. Situada a sul da Baía de Hangzhou, e de frente para o Mar da China Oriental, a leste, fronteiras Liampó Xaoxim a oeste e ao sul Taizhou, e é separado Zhoushan por um corpo de água estreito.

## História
Liampó é uma das cidades mais antigas da China, com uma história que começou a 4800 aC. Uma vez conhecida como Mingzhou (明州), Liampó era uma das principais entradas/saídas da Rota da Seda e depois se tornou um dos principais portos da China,juntamente com Yangzhou e Guangzhou durante a dinastia Tang, daí em diante,se consolidou historicamente como um dos principais portos da China,posição que é mantida até os dias atuais.
Durante a Segunda Guerra Mundial,em 1940, a cidade foi bombardeada por aviões japoneses que jogaram vasos de cerâmica contendo pulgas infectadas com a Peste bubônica

### Liampó

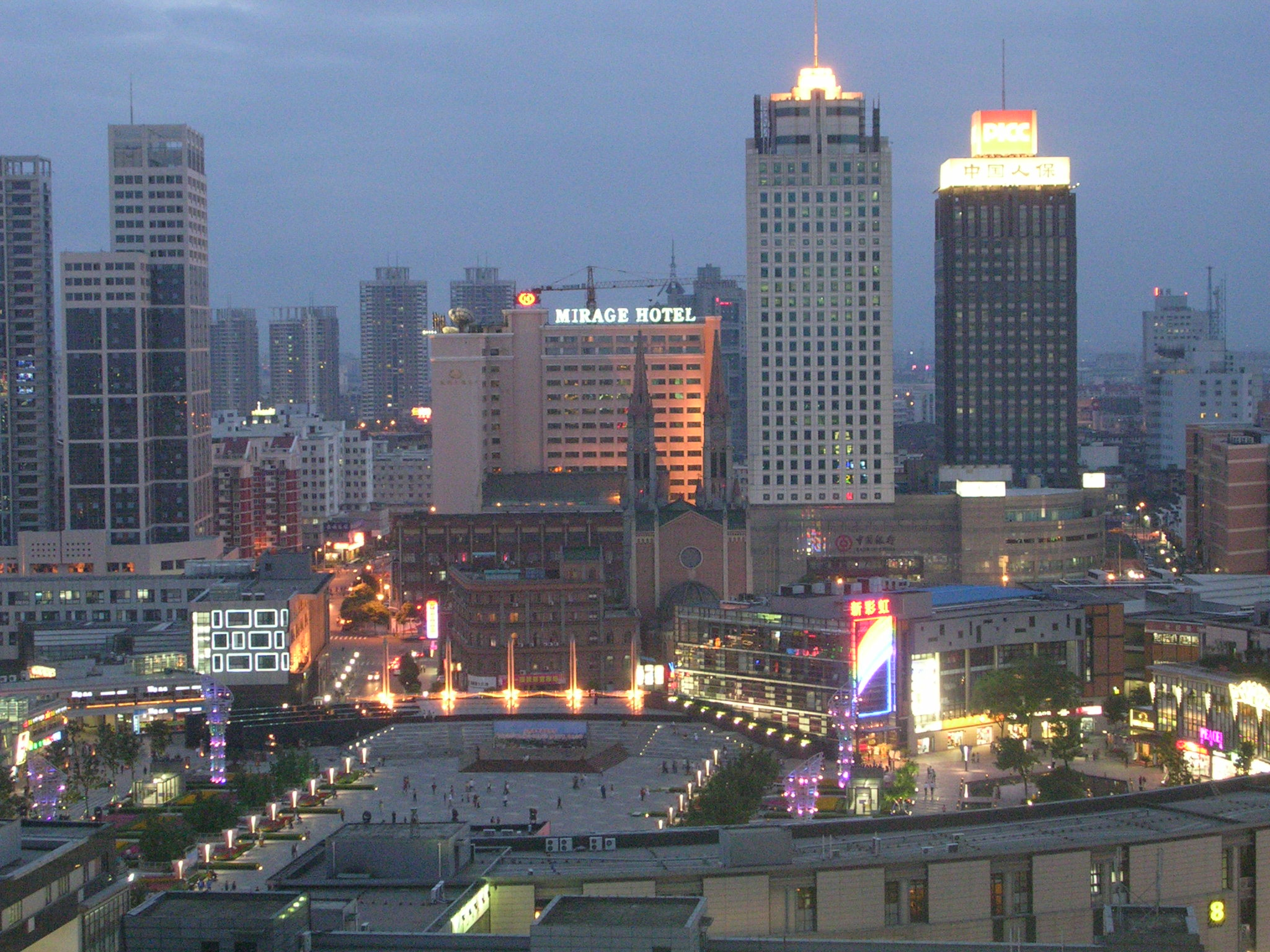

Liampó era a ortografia usual utilizada na historiografia Portuguesa, apesar de João de Barros explicar que Liampó era uma adaptação portuguesa para o nome Nimpó. Liampó também aparece na Peregrinação de Fernão Mendes Pinto. No meio do século XVI, os portugueses se referiam a região como o "Cabo de Liampó" a partir da "ilustre cidade" e também como a parte cidade mais oriental da Ásia,até então.  Os portugueses começaram a negociar em Liampó em torno de 1522. Por volta de 1540, os portugueses tinham uma comunidade considerável em Liampó (ou, mais provavelmente, em pequenas ilhas próximas). A cidade era base de inúmeras atividades comerciais portuguesas nas ilhas da região.. No final de 1540, a população da cidade tinha mais de 3 mil pessoas,sendo que por volta de 1,2 mil eram portuguesas..

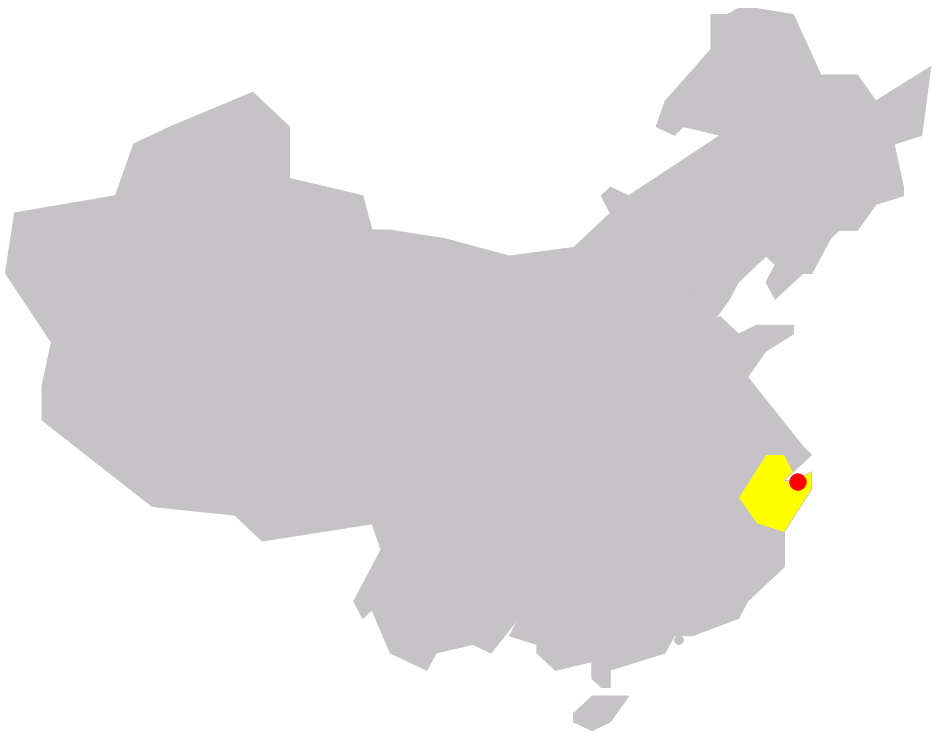
Localização de Liampó

Em 1542, os portugueses foram autorizados a se estabelecer ali, mas, para isso acontecer as autoridades chinesas foram corrompidas e assim, rapidamente, um entreposto comercial nasceu ali. Ao ter conhecimento destes casos, a comunidade portuguesa foi massacrada em Liampó quando mais de 60 mil soldados da Dinastia Ming, massacraram mais de 800 pessoas, juntamente a isto a esquadra portuguesa com 25 navios e 42 juncos foi destruída. A este episódio se dá ao nome de Massacre de Liampó.

## Turismo
- O Templo de Baoguo , a mais antiga estrutura de madeira intacta no sul da China, está localizado no Distrito de Jiangbei, 15 km ao norte da cidade de Liampó.
- Torre Tianfeng
- Templo Tiantong
- Praça de Tian Yi
- Lago Dongqian
- Templo Xuedou
- Relíquias Hemudu
- Lago Jiulong
- Montanhan Zhaobao
- Monte Parque Temático Phoenix
- Templo Ahyuwang
- Ilhas Yushan

 NingBo
 NbJiangBei